# Paul von Klingenberg

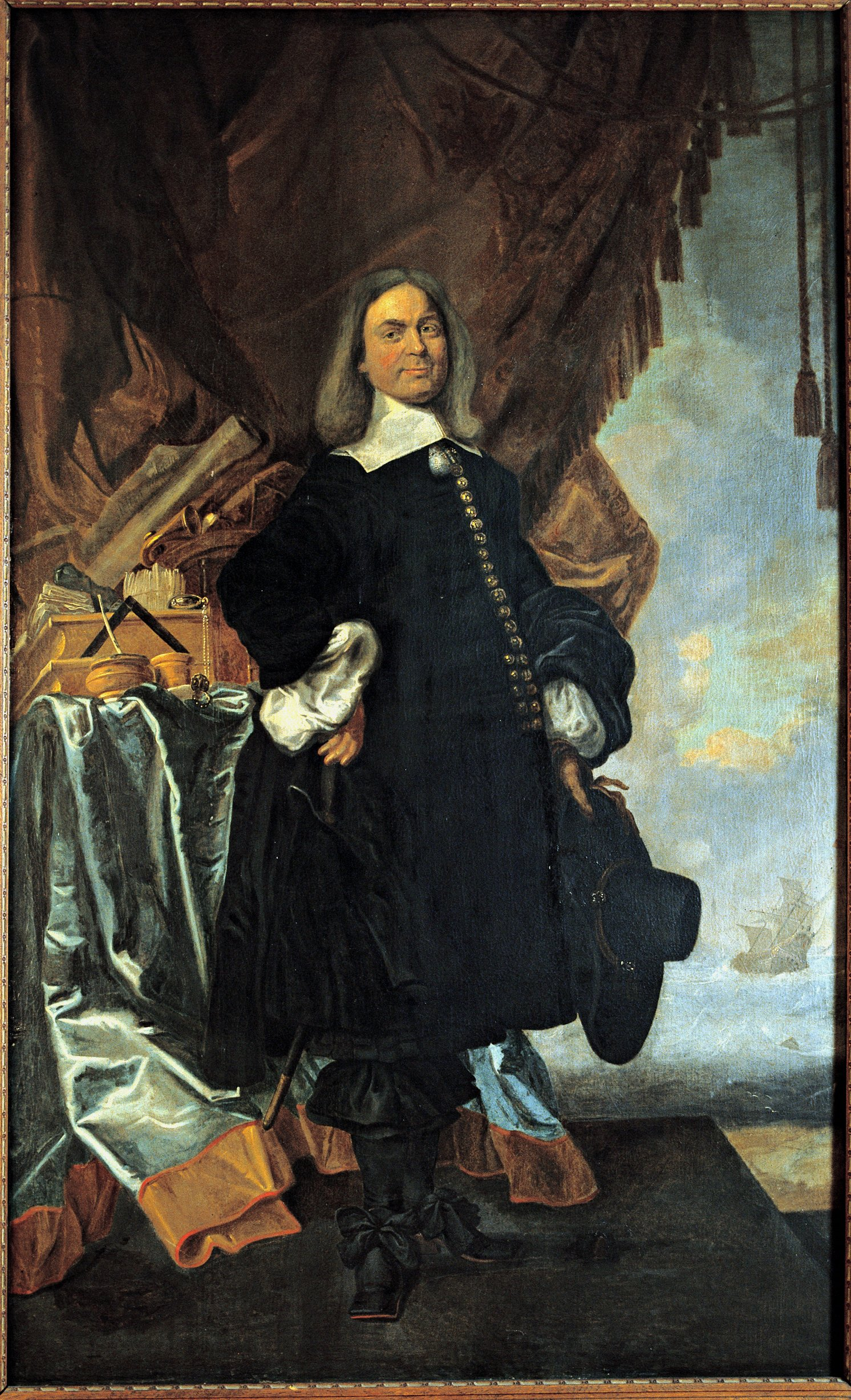
Paul von Klingenberg, Porträt von Karl van Mander (1660er Jahre)

Paul von Klingenberg, auch Poul oder Povl (* 18. Oktober 1615 in Hamburg; † 4. Oktober 1690 in Højriis), war ein Hamburger Kaufmann, der im Umfeld der niederländischen Kaufmannsfamilie Marselis in dänischen Diensten Karriere machte und vom holsteinischen Kriegskommissar und Lieferanten von Rüstungsgütern zum Generalpostmeister von Dänemark und Norwegen und zum königlich-dänischen Regierungs-, Admiralitäts- und Etatsrat (1684) aufstieg.

## Leben
Klingenberg war ein Sohn des Hamburger Kaufmanns Jochim Klingenberg (1589–1651). Die Klingenberg entstammten ursprünglich dem lübischen Patriziat des 14. Jahrhunderts und hatten lübische Ratsherren und Bürgermeister gestellt.
Klingenberg erwarb seine kaufmännische Ausbildung bei dem Hamburger Kaufmann Albert Baltzer Berns, der mit Waffenhandel im Dreißigjährigen Krieg zu Wohlstand gekommen war und seit 1626 eine Kompanie mit dem älteren Gabriel Marselis führte, dessen Tochter er 1629 heiratete. Nach Berns’ Tod heiratete Klingenberg 1654 eine von dessen Töchtern. Zu ihrer Mitgift gehörten neben 40.000 Reichstalern auch Anteile an dem Kaufmannshaus Berns & Marselis. Gemeinsam mit Gabriel Marselis und Heinrich Müller versorgte er Dänemark in seiner Vorbereitung zum Krieg gegen Schweden 1657 mit Waffen und Schiffen.
1653 konzipierte er für Kopenhagen eine erste Tontine – eine Art Rentenversicherung mit Glücksspielcharakter – nach dem Modell von Lorenzo de Tonti, den er 1652 in Antwerpen kennengelernt hatte. Trotz weitreichender Werbung für eine nutzbringende Gesellschaft mit Prospekten in dänischer und deutscher Sprache scheiterte das Projekt, weil nur 5 % des benötigten Kapitals eingezahlt wurde. Auch einer 1659 begründeten „Glückstädtischen Afrikanischen Kompanie“, deren Ziel eine unabhängige dänische Handelsverbindung an die Guinea-Küste war, war kein Erfolg beschieden.
Als dänischer und norwegischer Generalpostmeister reformierte Klingenberg mit seinen Ideen 1650–1653 unter König Friedrich III. auf eigene Rechnung die noch getrennten Postsysteme beider Länder und baute das dänische Postwesen stark aus. 1665 war er außerordentlicher Gesandter Dänemarks in den Niederlanden und 1667 dänischer Vertreter bei den Verhandlungen, die zum Frieden von Breda führten. Aus den Jahren 1665 bis 1670 sind 34 Briefe Klingenbergs an den niederländischen Staatsmann Johan de Witt erhalten.

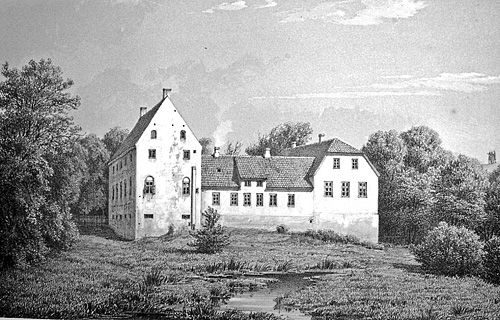
Schloss Højriis

Für seine Lieferungen und Kredite an die stets kurz vor der Pleite stehende dänische Krone hatte Klingenberg statt Geldzahlungen Güter aus dem Kronbesitz erhalten, wodurch er bedeutenden Landbesitz in Holstein und Dänemark erlangte. Auf dem 1664 erworbenen Gut Hanerau errichtete er ein neues vierflügeliges Herrenhaus mit Torgebäude. Der vom Gartenbau begeisterte Gutsherr legte auf der durch Aufschüttung erweiterten Gutsinsel den Neuen Garten in Form eines barocken Lustgartens an. Der Garten wurde wie zuvor schon Klingenbergs Garten in Hamburg und später auf Højriis „zu einem der berühmtesten Gärten in ganz Nordeuropa“. Klingenberg zeichnete seine Gartenanlagen und die Gartenarbeiten ab 1659 in einem Gartentagebuch auf, das noch von seinem Sohn bis 1722 fortgesetzt wurde und heute als außerordentliches Dokument der Gartengeschichte gilt. 1663 beriet er König Friedrich III. bei der Anlage eines Irrgartens im Kongens Have, dem Schlossgarten von Schloss Rosenborg.
Nach dem Tod seines Schwagers Gabriel Berns 1678 übernahm Klingenberg von dessen Witwe das hochverschuldete Gut Wandsbek, das er im folgenden Jahr an Friedrich Christian Kielman von Kielmansegg veräußerte, Ørum und einen Teil des ehemaligen Klosters Mariager. 1680 verkaufte Berns’ letztes noch lebende Kind, die unter dem Namen van Berns im selben Jahr vom dänischen König geadelte Anna von de Wiele, ihre Anteile an Handelshaus und Gütern ihrem Schwager Klingenberg. Damit war er der alleinige Inhaber des Berns`schen Erbes. Mit den Gütern übernahm Klingenberg auch sämtliche damit verbundenen künftigen Forderungen, was ihm wenige Jahre später zum Verhängnis wurde.
König Christian V. betrieb eine Güterreduktion, um verpfändetes Krongut, wie auch Klingenberg es erhalten hatte, wieder einzuziehen. Zunächst wurde 1679 Heinrich Müller, wie Klingenberg der Marselis-Familie verschwägert und ebenfalls ein Profiteur der für Dänemark ruinösen Finanzgeschäfte der Könige Christian IV. und Friedrich III., zur Rückzahlung angeblicher Schulden verurteilt. 1683 wurden dann die Erben von Berns und Marselis angeklagt, einen 1642 ausgehandelten Vertrag zur Salzlieferung aus Spanien nicht erfüllt zu haben. Die Erben sollten fast zwei Millionen Reichstaler nachzahlen. Vilhelm Gyldenkrone, ein Sohn von Gabriel Marselis, wies nach, dass Berns, Klingenbergs Schwiegervater, damals mit fünf Sechsteln an dem Geschäft beteiligt worden war. Klingenberg musste also den Großteil der Forderung begleichen, wofür er die meisten seiner Güter verkaufen musste. Die meisten Güter erstanden Familienangehörige. So übernahm Schwager Frans Ludvig van de Wiele Mariager und Regitze Sophie Vind, Gyldenkrones Ehefrau, kaufte innerhalb der nächsten Jahre gleich mehrere Güter. Die Güter auf Mors, Ørum und Schloss Hojriis wurden Klingenbergs Sohn übertragen.
Auch das Postwesen in Dänemark wurde 1685 wieder direkter an die Krone gebunden und Klingenberg schied als dänischer Generalpostmeister gegen Zahlung von 12.000 Reichstalern durch seinen Nachfolger Christian Gyldenløve, den erst 11-jährigen Sohn des Königs aus morganatischer Ehe, aus. Das Generalpostmeisteramt in Norwegen verblieb ihm noch bis an sein Lebensende. Trotz des Verkaufes aller seiner Güter wurde kurz vor seinem Tod 1690 der Konkurs seines Vermögens erklärt. Klingenberg letztes verbliebene Gut Hanerau fiel nun an die Krone. Klingenberg starb im selben Jahr auf Schloss Højriis.

## Familie
Paul von Klingenberg war verheiratet mit Elisabeth († 1663), einer Tochter seines Lehrherrn, des Hamburger Kaufmanns Albert Baltzer Berns/Behrens (1602–1652), und Nichte von Gabriel Marselis. Der gleichnamige Sohn des Paares Paul von Klingenberg (der Jüngere), wurde Jurist und Richter am Højesteret.

## Auszeichnung
Klingenberg wurde 1669 in Anerkennung seiner Verdienste um das Postwesen in den dänischen Adelsstand erhoben.

## Werke
- Fundation für eine nutzbringende Gesellschaft. Kopenhagen 1653 (Digitalisat)
- Frederik d. Tredies Stadfæstelse paa dette fructbringende oc profiterlig Compagnie. Kopenhagen 1653 (Digitalisat)